# III. Armee-Korps (Deutsches Kaiserreich)
Das III. Armee-Korps war ein Großverband der Preußischen Armee, dessen Hauptquartier in Berlin stationiert war.

## Geschichte

### Deutsch-Französischer Krieg 1870/71

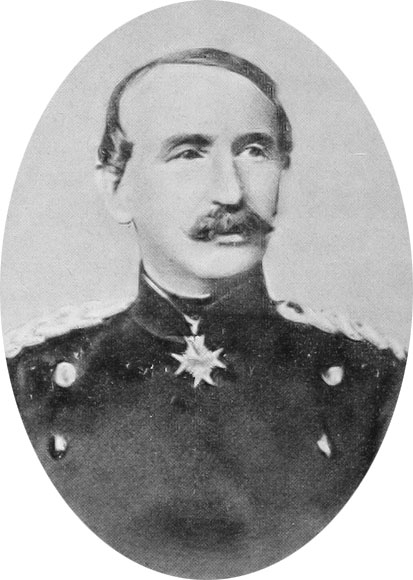
Constantin von Alvensleben

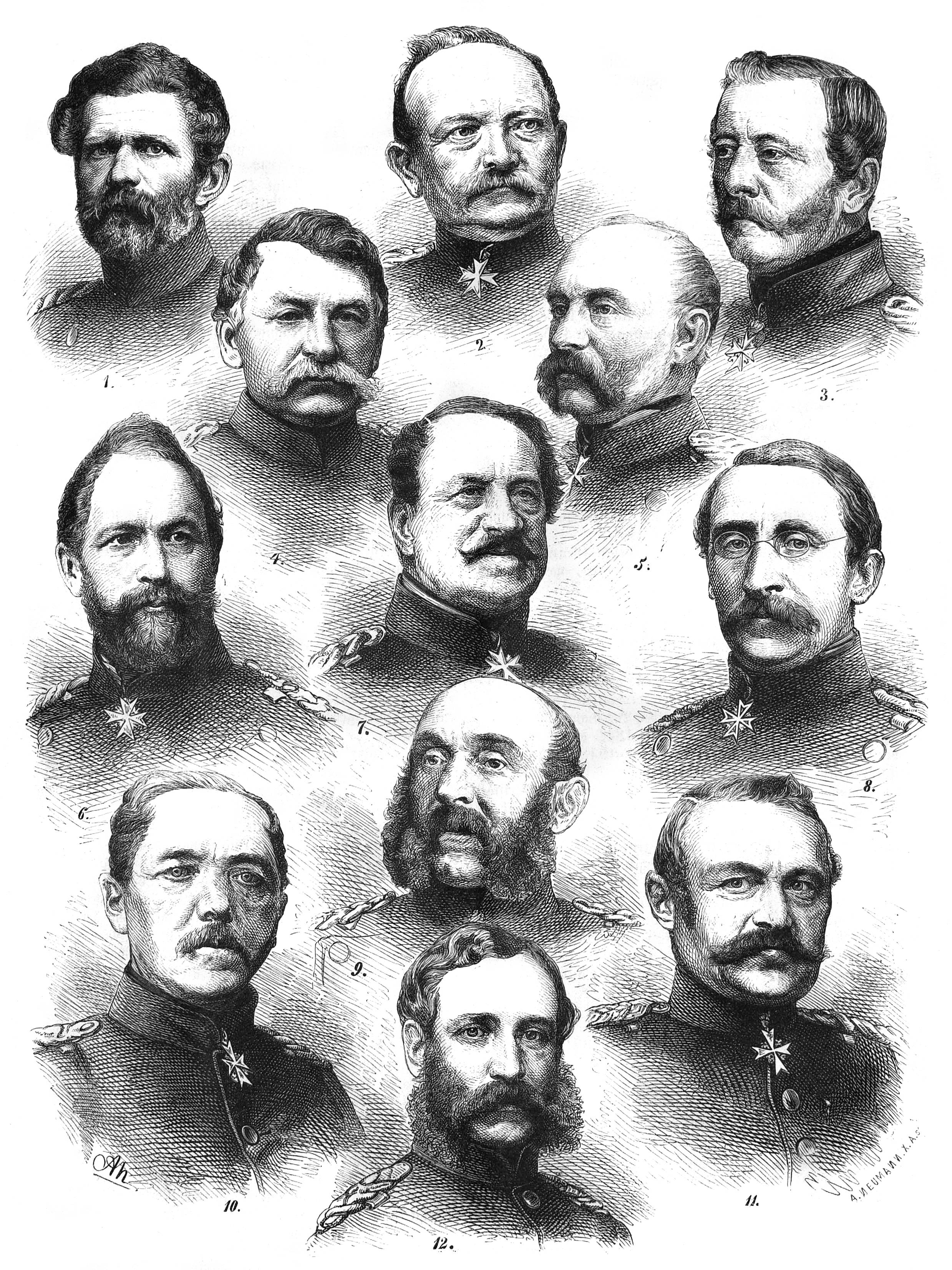
Die Kommandierenden Generale der deutschen Armeekorps im Krieg von 1870/71: I. Edwin Freiherr v. Manteuffel. – II. Eduard Friedrich v. Fransecky. – III. Constantin v. Alvensleben. IV. Gustav v. Alvensleben. – V. Hugo Ewald v. Kirchbach. – VI. Wilhelm v. Tümpling. – VII: Heinrich Adolph v. Zastrow. – VIII. August v. Goeben. – IX. Gustav v. Manstein. – X. Constantin Bernhard v. Voigts-Rhetz. – XI. Julius v. Bose. – XII. Kronprinz Albert von Sachsen

1870 war das Korps Teil der deutschen 2. Armee unterstellt und wurde am 28. Juli zusammen mit dem X. Korps im Raum Bingen am Rhein ausgeladen.
Beim Vormarsch zur Saar wurde am Abend des 5. August Neunkirchen erreicht, der erste große Einsatz fand am 6. August 1870 in der Schlacht bei Spichern statt. Nachdem die 14. Division des VII. Korps an diesem Tag kampflos Saarbrücken besetzen konnte, war sie an den Spicheren Höhen festgelaufen. Das III. Korps hatte Befehl dem bedrängten General von Kameke sofort mit der 5. Division (Generalleutnant von Stülpnagel) zur Hilfe zu kommen. Die 9. Brigade unter Generalmajor von Döring traf als Spitze der Division am Winterberg ein, das Infanterie-Regiment Nr. 48 stürmte eine Verschanzung östlich des Gifert-Waldes. Nach Ankunft der 10. Brigade (Generalmajor von Schwerin) konnte auch der Forbacher Berg genommen werden. Am 13. August erreichte das Korps im Raum südlich von Metz vorgehend Remilly und schwenkte danach nordwärts.
Am 14. August hatte das preußische III. Korps Befehl, die Mosel bei Novéant und Champey zu überschreiten. Hierbei wurde es durch die 6. Kavallerie-Division verstärkt. Am 16. August zeichnete sich das Korps in der Schlacht von Mars-la-Tour/Vionville besonders aus. Der Großverband führte über Gorze und Onville einen Vorstoß gegen die Straße Metz-Verdun aus und traf in Richtung Rezonville auf drei komplette französische Korps.
Das französische 2. Korps vertrieb die deutsche Kavallerie aus Vionville und besetzte den Höhenzug nach Gorze sowie den Ort Flavigny. Etwa gegen 10 Uhr erhielten die deutschen Reiter Verstärkung durch die 5. und 6. Division, die von Gorze und Onville her das Schlachtfeld erreichten. General Konstantin von Alvensleben befahl der Infanterie sofort den Angriff. Er ging davon aus, nur noch die feindliche Nachhut vor sich zu haben. Bis zum Mittag hatte die 12. Brigade unter Oberst von Bismarck (der dabei fiel) den Ort Flavigny wieder erobert, während die Divisionsartillerie gegen den Ort Rezonville wirkte.
Die 6. Division (Generalleutnant von Buddenbrock) ging nördlich bis Tronville vor und schwenkte dann teilweise nach Osten in Richtung der 5. Division ein und eroberte gegen 11.30 Uhr Vionville. Damit hatten sich die beiden deutschen Divisionen zwischen den Ortschaften Vionville und Flavigny vereinigt und verringerten somit die Gefahr, dass die beiden Divisionen voneinander getrennt würden. In diesen Positionen mussten sich die deutschen Einheiten ohne nennenswerte Verstärkung den ganzen Nachmittag gegen den überlegenen Gegner halten. Das zahlenmäßig weit unterlegene Korps verhinderte mit der Einnahme von Vionville den französischen Rückzug nach Westen. Es war hauptsächlich das III. Korps, welches den Abzug der Rheinarmee aufhielt und später die Einschließung von 180.000 Soldaten in der Festung Metz möglich machte.
Zwei Tage später, am 18. August griff das Korps über St. Marcel vorrückend auch in der Schlacht bei Gravelotte ein und verblieb danach als Belagerungskorps am linken Moselufer. Der Oberbefehlshaber der 2. Armee, Friedrich Karl von Preußen, erreichte bis zum 26. Oktober die Übergabe der Festung Metz. Nach Beendigung der Belagerung von Metz zog das III. Korps in Eilmärschen in den Raum zwischen Paris und Orléans.
Der Angriff der Loirearmee zum Entsatz von Paris konnte auf dem deutschen linken Flügel in der Schlacht bei Beaune-la-Rolande aufgehalten werden. Hier kam das Korps dem X. Korps (Voigts-Rhetz) gerade noch rechtzeitig zur Hilfe um die drohende Niederlage am 28. November in einen Sieg zu verwandeln. Als die französischen Angriffe gestoppt worden waren, ging das III. Korps zusammen mit den weiteren Verbänden der Armee von Friedrich Karl von Preußen selbst zum Angriff über. Nach der Eroberung von Orléans am 4. Dezember wurde die französische Loirearmee in Beaugency bis 10. Dezember erneut geschlagen.
Am 9. Januar 1871 ging das III. Korps in zwei Kolonnen nach Westen vor, die 6. Division stieß vor Artenay auf starken Widerstand, die 5. Division war bei St. Mars de Locquenay vom Gegner aufgehalten worden. Am 10. Januar stand die 11. Brigade bei Changé im Gefecht, auch die von Parigue heranmarschierende 10. Brigade geriet bei den Schlössern Raison und La Paillerie auf feindliche Truppen. In der Schlacht bei Le Mans stand das III. Korps im Zentrum des deutschen Angriffs und war am 12. Januar auch an der Eroberung der Stadt beteiligt.

### Erster Weltkrieg

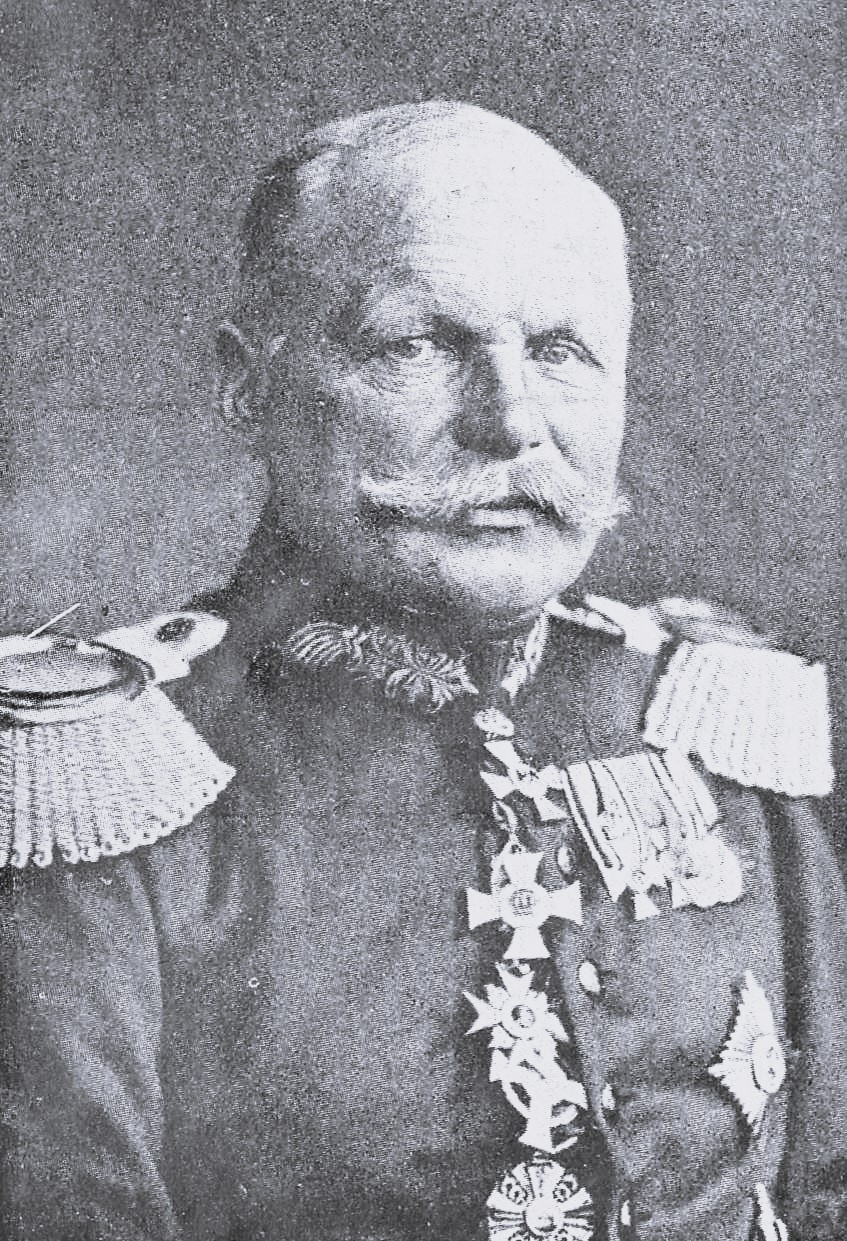
General der Infanterie Ewald von Lochow

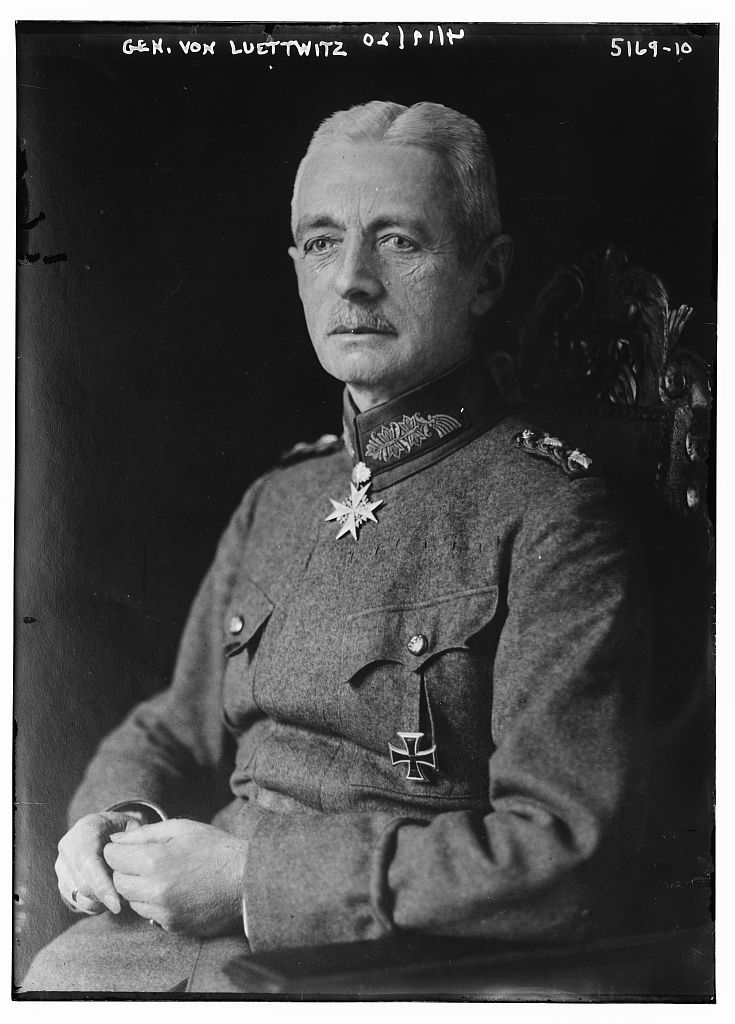
General der Infanterie Walther von Lüttwitz

Zu Kriegsbeginn 1914 stand das Korps unter Führung des Generals der Infanterie Ewald von Lochow, als Generalstabschef fungierte Oberstleutnant Hans von Seeckt. Im Verband der 1. Armee erfolgte der Vormarsch durch Belgien. Nach erstem Feindkontakt bei Tirlemont folgte der weitere Vormarsch in Richtung auf St. Quentin nach Nordfrankreich. Am 23. August 1914 trug das Korps die Hauptlast im Kampf gegen die Briten in der Schlacht bei Mons. Rechts am IX. Armee-Korps anschließend sollte es in Richtung auf Saint-Ghislain und Jemappes gegen den Mons-Condé-Kanal vorzugehen. Die 5. Division unter General Georg Wichura konnte Tertre stürmen, blieb aber südlich davon liegen; ein anderer Teil konnte bei Wasmuël den Kanal überschreiten. Die direkt gegenüber von Jemappes angreifende 6. Division unter General Richard Herhudt von Rohden kam zunächst nicht vorwärts, erst am Abend wurde Frameries erreicht. Nach erbitterten Häuserkämpfen ging die 6. Division am 24. August auf Warquignies vor, die 5. Division hatte Saint-Ghislain eingenommen und war über Hornu nach Süden durchgebrochen. Es folgte der Vormarsch über Le Cateau und St. Quentin zur Marne.
Am 5. September erreichte das III. Korps abends die Linie Cerneux—Courgivaux. Das IX. Armeekorps sicherte die Übergänge am Grand Morin an der Linie Esternay—Neuvy. Das rechts vorgehende II. und IV. Armee-Korps lagerte an diesem Tag westlich von Coulommiers, östlich davon ging das IV. Korps um Amillis zur Nachtruhe über. Das Kavalleriekorps von der Marwitz erreichte Courtacon. Die linke Flügelgruppe der 1. Armee, das III. und IX. Korps, traf am 6. September in der Schlacht an der Marne bei Cerneux—Montceaux auf den Gegenangriff der französischen 5. Armee. Deutsche Heereskavallerie übernahm nach dem Abzug des zum Qurcq abmarschierenden IV. Armeekorps an der Linie Beton-Bazoches notdürftig die dadurch schutzlose Flanke des III. Korps.
Nachdem das IV. Korps die Hochfläche von Rebais geräumt hatte, bildeten das III. und IX. Korps östlich davon zwischen Montolivet bis Montmirail eine neue Schlachtlinie mit Front gegen Südwesten und gegen Süden. Nachdem auch das IX. Korps am 8. September westlich Mareuil an die Nordflanke der Schlacht am Ourcq abgezogen worden war und sich das VII. Korps der 2. Armee gegenüber französischen Angriffe bei Montmirail zurückgedrängt sah, wurde auch die Lage der exponierten 5. Division im Raum Rebais bedrohlich. Am 9. September kam für die 1. Armee der Rückzugsbefehl über die Marne und Villers-Cotterêts zur Aisne. Nach dem Rückzug folgte die Schlacht an der Aisne. Das III. Korps besetzte mit der 5. Division die Höhen von Condé und mit der 6. Division dahinter die Gegend um Nanteuil-la-Fosse, wehrte die feindlichen Angriffe erfolgreich ab und ging Ende September in den Stellungskrieg über. Nach dem Abzug der britischen Truppen nach Flandern, erfolgte am 30. Oktober ein deutscher Gegenangriff, bei dem der jetzt von französischen Truppen gehaltene nördliche Brückenkopf bei Vailly beseitigt werden konnte.
Vom 8. bis 14. Januar 1915 schlug das III. Korps in der Schlacht von Soissons starke französischen Angriffe nördlich der Aisne zurück und ging dabei zum erfolgreichen Gegenangriff über. Das auf Gegenangriffe spezialisierte Generalkommando III. übernahm dann Mitte Mai für einen Monat die Operationsführung in der Lorettoschlacht: Bei der neu gebildeten Armeegruppe Lochow wurden drei Korps-Abschnitte gebildet: rechts hielt das XIV. Armee-Korps mit der frischen 117. Division und der 85. Reserve-Brigade, das VIII. Armee-Korps mit der 58. und 115. Division verteidigte den Abschnitt zwischen Carency und der Straße von Arras nach Lens während das Bayerische 1. Reserve-Korps mit der Bayerischen 1. Reserve-Division und der 52. Infanterie-Brigade die Stellungen von der Straße bis zum Fluss Scarpe verteidigte. 
Anfang Oktober 1915 wurde das III. Korps an die Südostfront verlegt und der 11. Armee für den Feldzug gegen Serbien zugewiesen. Mit der dabei unterstellten 6. Division und der 25. Reserve-Division vollzog das Korps den Donauübergang bei Semendria. Ende Oktober und Anfang Oktober wurde Kragujevac erreicht und die Serben bis an die Morava verfolgt.
Ende November erfolgte die Rückverlegung an die Westfront, ab 21. Februar 1916 wurde das Korps in der Schlacht um Verdun eingesetzt. Erschöpft von den schweren Kämpfen im Caillette-Wald und um Dorf und Fort Vaux wurde die 5. und 6. Division Mitte März aus der Angriffsfront vor Douaumont herausgezogen. Zwischen 5. und 27. Oktober 1916 stand das Korps als Reserve an der Somme, danach folgten bis Februar 1917 Stellungskämpfe in den Argonnen.
Am 26. April 1917 wurde das abgekämpfte XIV. Armee-Korps während der Schlacht an der Aisne östlich von Reims herausgezogen. Das III. Korps übernahm als „Gruppe Prosnes“ den linken Flügel der 1. Armee im Raum beiderseits Moronvilliers und erhielt auch die 223. und 23. Infanterie-Division zugewiesen. Die neu unterstellte 242. Infanterie-Division begann am 14. Mai die Ablösung der wieder abgekämpften 223. Infanterie-Division. Nach Beendigung der Schlacht Ende Mai 1917 waren dem Generalkommando die 13., 51. und 54. Reserve-Division neu unterstellt worden. Das Korps verblieb in der Champagne bis zum Februar 1918.
Im März 1918 wechselte das Korps in den Bereich der 18. Armee und beteiligte sich zwischen Bellenglise bis nördlich von St. Quentin an der Frühjahrsoffensive an der Somme. Dem Korps Lüttwitz waren dabei die 28., 88. und die 113. Infanterie-Division unterstellt, es gewann den Holnon-Wald und drang bis zum 24. März zur Somme durch. Anfang April versteifte sich die Front für die Gruppe Lüttwitz an der Avre im Raum nördlich von Montdidier. Am 8. August wurde nach der Niederlage des nördlicher stehenden Nachbarkorps (Generalkommando 51) im Raum südöstlich Amiens der Rückzug nötig. Zu diesem Zeitpunkt waren dem Korps die 24. Infanterie-Division und die 25. Reserve-Division in Front und die 1. Reserve-Division als Reserve unterstellt.

## Gliederung
Dem Korps unterstanden mit letztem Friedensstand 1914:
- 5. Division in Frankfurt (Oder)
- 6. Division in Brandenburg an der Havel
- Landwehr-Inspektion Berlin
- Brandenburgisches Jäger-Bataillon Nr. 3 in Lübben
- Pionier-Bataillon von Rauch (1. Brandenburgisches) Nr. 3 in Spandau
- 2. Brandenburgisches Pionier-Bataillon Nr. 28 in Küstrin
- Brandenburgische Train-Abteilung Nr. 3
- Telegraphen-Bataillon Nr. 2 in Frankfurt und Cottbus

## Kommandierender General
Die Kommandobehörde des Armeekorps war das Generalkommando unter Führung des Kommandierenden Generals.
| Dienstgrad                             | Name                                      | Datum                                                       |
| -------------------------------------- | ----------------------------------------- | ----------------------------------------------------------- |
| Generalleutnant                        | Friedrich Wilhelm von Bülow               | April 1813 bis 2. Juni 1814                                 |
| Generalleutnant                        | Johann Adolf von Thielmann                | April 1815 bis Oktober 1815                                 |
| General der Infanterie                 | Bogislav Friedrich Emanuel von Tauentzien | 07. April 1820 bis 20. Februar 1824                         |
| Generalleutnant                        | Wilhelm von Preußen                       | 22. März 1824 bis 29. März 1838                             |
| Generalleutnant                        | Adolf Eduard von Thile                    | 30. März 1838 bis 8. Mai 1840                               |
| Generalleutnant                        | Karl Christian von Weyrach                | 09. Mai bis 9. September 1840 (mit der Führung beauftragt)  |
| Generalleutnant                        | Karl Christian von Weyrach                | 10. September 1840 bis 12. November 1849                    |
| General der Kavallerie                 | Friedrich von Wrangel                     | 13. November 1849 bis 19. September 1857                    |
| General der Kavallerie                 | August von Württemberg                    | 19. September 1857 bis 2. Juni 1858                         |
| General der Infanterie                 | Wilhelm von Radziwill                     | 03. Juni 1858 bis 30. Juni 1860                             |
| General der Kavallerie                 | Friedrich Karl von Preußen                | 01. Juli 1860 bis 17. Juli 1870                             |
| General der Infanterie                 | Constantin von Alvensleben                | 18. Juli 1870 bis 26. März 1873                             |
| General der Infanterie                 | Julius von Groß gen. von Schwarzhoff      | 27. März 1873 bis 17. Oktober 1881                          |
| General der Infanterie                 | Alexander von Pape                        | 18. Oktober 1881 bis 20. August 1884                        |
| General der Kavallerie                 | Hermann Ludwig von Wartensleben           | 21. August 1884 bis 11. Juli 1888                           |
| General der Infanterie                 | Walther Bronsart von Schellendorff        | 12. Juli 1888 bis 23. März 1890                             |
| Generalleutnant/General der Kavallerie | Maximilian von Versen                     | 24. März 1890 bis 6. Oktober 1893                           |
| General der Kavallerie                 | Friedrich von Hohenzollern-Sigmaringen    | 07. Oktober 1893 bis 5. Februar 1896                        |
| Generalleutnant                        | Viktor von Lignitz                        | 06. Februar bis 17. April 1896 (mit der Führung beauftragt) |
| Generalleutnant/General der Infanterie | Viktor von Lignitz                        | 18. April 1896 bis 19. Januar 1903                          |
| General der Infanterie                 | Karl von Bülow                            | 27. Januar 1903 bis 30. September 1912                      |
| General der Infanterie                 | Ewald von Lochow                          | 01. Oktober 1912 bis 24. November 1916                      |
| Generalleutnant                        | Walther von Lüttwitz                      | 25. November 1916 bis 11. August 1918                       |